# XC-99 (航空機)
XC-99
Convair XC-99
- 用途：輸送機
- 製造者：コンベア社
- 運用者**  アメリカ合衆国（空軍）
- 初飛行：1947年11月23日[1]
- 生産数：1機
- 退役：1957年
- 運用状況：退役

XC-99とはアメリカ合衆国のコンベア社がB-36戦略爆撃機を原型にして開発したレシプロ大型軍事輸送機である。1機のみ生産され、10年ほど運用された。

## 概要
B-36爆撃機の開発は1941年より開始されていた。コンベア社はB-36の設計を応用した輸送機型を構想し、これは1942年5月よりモデル36として開発が開始された。この開発案は、アメリカ陸軍航空軍に採用され、XC-99として1942年に発注され、開発されることとなった。主翼や尾翼はB-36の設計を流用しているが、胴体は大きく異なり、2階建ての胴体とされ、主翼は中翼配置に変更されている。初飛行は大戦後の1947年11月23日で、その後各種のテストが行われた。第二次世界大戦が終わり冷戦に入る前であったため、このような大型輸送機は必要ないと判断され、試作機1機のみでC-99として量産されることは無かった。
しかしながら、当時最大級の輸送能力を持っていたため、試作機でありながら空軍に1949年11月23日に引き渡され、実戦配備された。そのため、1957年に退役するまで7,400時間の飛行が行われた。

## 現状
退役後、テキサス州サンアントニオのケリー空軍基地で展示されていたが、1960年代以降は機材表面のマグネシウム鋼板が劣化したため、基地内の草むらに放置されていた。
1993年にアメリカ空軍が再取得して、国立アメリカ空軍博物館で保存するため、2004年から空輸のために解体作業が行われ、現在展示されている。

## その他
XC-99を民間旅客機にする計画にコンベア・モデル37があった。パンナムから大西洋横断路線用に発注がなされた。もし実現していればボーイング747に匹敵する巨人機になったはずであるが、実際に機体が製作されることは無かった。

## 要目
- 乗員：5名
- 全長：56.40m
- 全幅：70.10m
- 全高：17.50m
- 最大離陸重量：145,000kg
- エンジン：P&W ワスプ・メジャー レシプロエンジン 6基（3,500馬力X6）
- 乗員：8名
- 最大積載能力：完全武装兵士400名または貨物45,000Kg
- 航続距離：13,000km